# Justitsminister
 Denne artikel omhandler overvejende eller alene danske forhold. Hjælp gerne med at gøre artiklen mere almen.
Justitsministeren er i Danmark minister i Justitsministeriet. Ministeren er udover at være øverste chef i Justitsministeriets departement også overordnet Anklagemyndigheden (i medfør af retsplejelovens § 98, stk. 1) og den foresatte for politiet (i medfør af retsplejelovens § 108, stk. 1)
Herudover er ministeren overordnet Kriminalforsorgen og Civilstyrelsen.